# كوي (أساطير)
کوي (بالإنجليزية: Koi)‏ اسم لروح تسكن غصون الشجر في أساطير أستراليا.